# Двор (Шмарє-при-Єлшах)
Двор (словен. Dvor) — поселення в общині Шмарє-при-Єлшах, Савинський регіон, Словенія. 
Висота над рівнем моря: 245,4 м.